# Afrikaanse amarant
De Afrikaanse amarant (Amaranthus graecizans) is een eenjarige plant uit de amarantenfamilie (Amaranthaceae).

## Ecologie en verspreiding
Afrikaanse amarant staat op open en zonnige, vochtige, goed gedraineerde bodems bestaande uit zand, leem en klei en verdraagt geen schaduw. De eenjarige plant groeit in ruigten en bermen, in hakvruchtakkers en op omgewerkte grond, op stortterreinen en andere ruderale plaatsen, soms in tuinen en kassen. Ze stamt uit Zuid-Europa en is als verontreiniging in wol en vogelzaad terechtgekomen en ingeburgerd in Noord-Amerika, Afrika, West-Azië, Australië en in grote delen van de rest van Europa. In Nederland is de soort zeer zeldzaam en slechts van enkele plaatsen bekend.
Het bloemdek is driebladig en de bloemkluwens zitten allemaal in de bladoksels, de lengte van de steelblaadjes (met vliezige top en kort topspitsje) bedraagt slechts een derde van de bloemdekbladen. De bladeren hebben hun grootste breedte onder of in het midden van het blad en de vruchten springen overdwars open. De plant wordt als sierplant en veevoer gebruikt en is leverancier van gele en groene kleurstoffen, de bladeren en zaden zijn eetbaar.
... · 
A. albus (Witte amarant) · 
A. blitoides (Nerfamarant) · 
A. blitum (Kleine majer) · 
A. caudatus (Kattenstaartamarant) · 
A. deflexus (Liggende majer) · 
A. graecizans (Afrikaanse amarant) · 
A. hybridus · 
A. hybridus subsp. bouchonii (Franse amarant) · 
A. hybridus subsp. hybridus (Basterdamarant) · 
A. hypochondriacus · 
A. palmeri (Tweehuizige amarant) · 
A. retroflexus (Papegaaienkruid) · 
A. rudis (Oeveramarant) · 
A. standleyanus (Argentijnse amarant) · 
...